# José Genesio
José Genesio o simplemente Genesio (en griego: Γενἐσιος, Genesios) es el nombre convencional que se le dio a un autor griego anónimo que escribió la crónica bizantina del siglo X En el reinado de los emperadores, también titulada a veces Historia de los emperadores León V el Armenio, Miguel II el Tartamudo, Teófilo, Miguel III y Basilio I el Macedonio. A veces es mencionado solo como "José", o combinado con el "Genesio" (que podría ser un nombre propio) citado en el preámbulo de la obra hecho por Juan Skylitzes como autor.

## Biografía
Tradicionalmente es considerado un patricio hijo o nieto del logóteta Constantino Maniaces "el Armenio". Sea como fuere, la Crónica fue redactada en la corte de Constantino VII y probablemente por orden suya, y se inicia en 814, cubriendo el segundo período iconoclasta; concluye en 886. En gran medida presenta los acontecimientos desde el punto de vista de la dinastía macedónica, aunque con un sesgo menos marcado que los autores del Teófanes Continuatus, una colección de crónicas en su mayoría anónimas que pretendía continuar el trabajo de Teófanes el Confesor. La Crónica describe con detalle los reinados de los cuatro emperadores desde León V el Armenio hasta Miguel III, y más brevemente el de Basilio I. Usa como fuente la Vida de Basilio de Constantino VII.

## Ediciones modernas
Inglés
- Genesio, José, A. Kaldellis. (trad.) (1998) On the reigns of the emperors. Byzantina Australiensia, 11. Canberra: Australian Association for Byzantine Studies. ISBN 0-9593626-9-X.

Griego
- Lesmüller-Werner, A. y Thurn, H. Thurn (1973) Corpus Fontium Historiae Byzantinae, Vol. XIV, Series Berolinensis. Berlín: De Gruyter. ISSN 0589-8048.